# Hyperophora pompeiensis
Hyperophora pompeiensis är en insektsart som beskrevs av Piza Jr. och Wiendl 1968. Hyperophora pompeiensis ingår i släktet Hyperophora och familjen vårtbitare. Inga underarter finns listade i Catalogue of Life.